# Yuri Buzzi

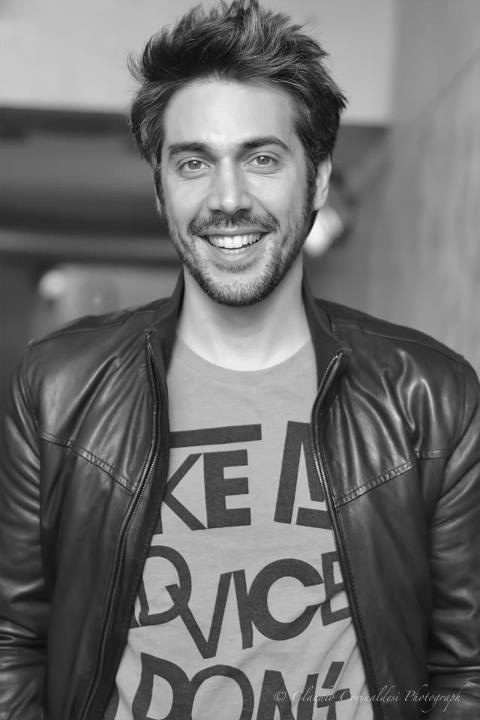
Yuri Buzzi 26 settembre 1978 Vigevano

Yuri Buzzi (Vigevano, 26 settembre 1978) è un attore italiano.

## Biografia
Ha debuttato, nel 2005 nella serie televisiva Il giudice Mastrangelo. Sei anni dopo, ha deciso di continuare a studiare recitazione all'estero presso l'Actors Studio.
Successivamente ha lavorato con numerosi registi come Paul Feig nel film Spy prodotto dala 20th Century Fox, Jordan Scott, Peter Thwaites in una campagna pubblicitaria mondiale per Martini & Rossi prodotta da Gorgeous, Angelo Longoni nel film Tiberio Mitri - Il campione e la miss, Luca Lucini in Oggi sposi, Alessandro D'Alatri in una pubblicità per Telecom Italia.
Nel 2011 ha sostituito George Clooney come testimonial mondiale per Martini & Rossi. Ha lavorato anche da modello, affiancando personaggi come David Gandy e il designer Christian Louboutin durante il lancio della campagna mondiale Martini & Rossi al Design Museum di Londra. Nel 2013 ha vinto come migliore attore il premio Dino De Laurentiis per la sua performance nel cortometraggio Bibliothèque.
Il suo primo libro La mia vita su di un cactus, contiene 32 poesie ed un monologo teatrale, è stato pubblicato nel 2008 dalla Casa editrice Giuseppe Laterza & figli.

## Filmografia

### Cinema
- Gio, regia di Cristian Di Mattia - cortometraggio (2008)
- Guerra - Unico comandamento: ammazza tutti i deboli, regia di Antonello Novellino - cortometraggio (2008)
- Io sono uno, regia di Carmine Scalzi - cortometraggio (2010)
- Oggi sposi, regia di Luca Lucini (2009)
- Bibliothèque, regia di Alessandro Zizzo - cortometraggio (2013)
- Spy, regia di Paul Feig (2015)
- I Love You, regia di Richard Blanshard - cortometraggio (2015)
- Ti presento Patrick (Patrick), regia di Mandie Fletcher (2018)

### Televisione
- Il giudice Mastrangelo - serie TV, 1x5 (2005)
- Tiberio Mitri - Il campione e la miss, regia di Angelo Longoni (2011)